# Hideo Kanaya

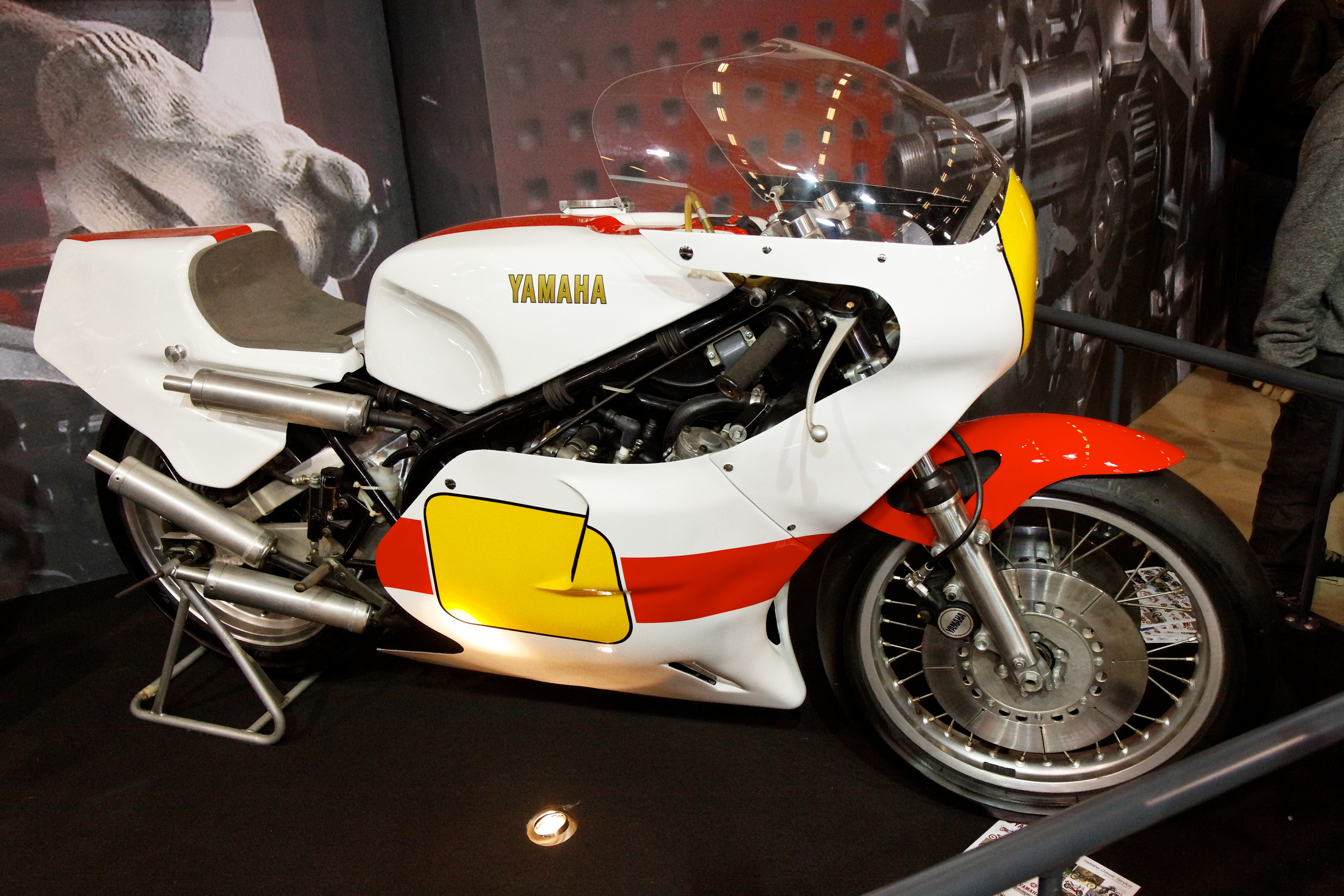
Yamaha TZ 500

Hideo Kanaya (jap. 金谷秀夫, Kanaya Hideo; * 3. Februar 1945; † 19. Dezember 2013) war ein japanischer Motorradrennfahrer.

## Karriere
Hideo Kanaya begann seine Karriere in seiner japanischen Heimat. Sein Debüt in der Motorrad-Weltmeisterschaft gab er 1967 bei seinem Heim-Grand-Prix auf dem Fuji Speedway auf einer Suzuki. Kanaya trat in der 125-cm³-Klasse an und wurde hinter den Briten Bill Ivy (Yamaha) und Stuart Graham (Suzuki) auf Anhieb Dritter.
1969 wurde Kanaya Japanischer Meister in der 250-cm³-Klasse, 1971 gewann er die Titel in der 90-cm³-Kategorie sowie der Klasse über 250 cm³ der nationalen japanischen Meisterschaft.
1972 bestritt Hideo Kanaya regelmäßiger WM-Grands-Prix und trat für Yamaha an. Beim ersten Saisonlauf, dem 36. Grand Prix von Deutschland auf der als gefährlich geltenden Nürburgring-Nordschleife, gewann er auf Yamaha das Rennen der Viertelliterklasse vor den Spitzenfahrern Dieter Braun (SMZ-Maico) und Jarno Saarinen (Yamaha). Im 350er-Rennen wurde der Japaner hinter Saarinen und Giacomo Agostini (MV Agusta) Dritter. Bereits nach dem Grand Prix von Belgien Anfang Juli verließ Kanaya Europa wieder und kehrte nach Japan zurück, um sich der Entwicklung der neuartigen Vierzylinder-Zweitakt-TZ-500 zu widmen. Die Gesamtwertungen der Hubraumkategorien schloss er als Elfter respektive Achter ab. In der 500-cm³-Klasse, der Königsklasse des Motorradrennsports, trat Kanaya ebenfalls neben Saarinen an wurde WM-22.
In der Saison 1973 trat Hideo Kanaya neben Jarno Saarinen im erstmals eingeschriebenen Yamaha-Werksteam an und erreichte in allen der fünf Rennen, bei denen er antrat, Podiumsplatzierungen. Darunter waren insgesamt vier Doppelsiege hinter Saarinen, einer davon in der Halbliterklasse beim Großen Preis von Österreich auf dem Salzburgring. Nach dem Tod des Finnen beim Nationen-Grand-Prix in Monza im Mai 1973 wurde das TZ-500-Projekt eingestellt und der Japaner ging nur noch in der 250er-Klasse an den Start.
Nach einem Jahr WM-Pause trat Kanaya Saison 1975 im Yamaha-Werksteam zusammen mit dem damals 14-fachen Weltmeister Giacomo Agostini aus Italien in den Kategorien bis 350 und bis 500 cm³ an. Der Japaner gewann in Österreich die Läufe beider Klassen und erfuhr in insgesamt sechs Rennen fünf Podestplätze. Der Sieg in der Halbliterklasse stellte den ersten Grand-Prix-Sieg eines Japaners in der Königsklasse überhaupt dar. Die Gesamtwertung der 500-cm³-Kategorie schloss er hinter Teamkollege Agostini und dem Briten Phil Read (MV Agusta) als Dritter ab, was die beste WM-Platzierung seiner Karriere darstellte. Zudem gewann Kanaya im Herbst auch den prestigereichen Macau-Grand-Prix auf dem Guia Circuit.
Danach zog sich Kanaya aus der WM zurück und bestritt nur noch wenige Rennen. Für Yamaha wirkte er als Testfahrer bis 1982 an der Entwicklung der Werksmaschinen und Production Racer mit. Er verstarb am 19. Dezember 2013 unerwartet im Alter von 68 Jahren.

## Statistik

### Erfolge
- 1969 – Japanischer 250-cm³-Meister
- 1971 – Japanischer 90-cm³-Meister
- 1971 – Japanischer Meister Klasse über 250 cm³
- 1975 – Sieger beim Macau-Grand-Prix auf Yamaha
- 3 Grand-Prix-Siege

### In der Motorrad-Weltmeisterschaft
| Saison | Klasse  | Motorrad | Rennen | Siege | Podien | Poles | Punkte | Ergebnis |
| ------ | ------- | -------- | ------ | ----- | ------ | ----- | ------ | -------- |
| 1967   | 125 cm³ | Suzuki   | 1      | –     | 1      | –     | 4      | 12.      |
| 1972   | 250 cm³ | Yamaha   | 3      | 1     | 2      | –     | 26     | 11.      |
| 1972   | 350 cm³ | Yamaha   | 5      | –     | 2      | –     | 41     | 8.       |
| 1972   | 500 cm³ | Yamaha   | 1      | –     | –      | –     | 8      | 22.      |
| 1973   | 250 cm³ | Yamaha   | 3      | –     | 3      | –     | 36     | 7.       |
| 1973   | 500 cm³ | Yamaha   | 2      | –     | 2      | –     | 22     | 8.       |
| 1975   | 350 cm³ | Yamaha   | 2      | 1     | 2      | 2     | 25     | 10.      |
| 1975   | 500 cm³ | Yamaha   | 4      | 1     | 3      | –     | 45     | 3.       |
| Gesamt | Gesamt  | Gesamt   | 21     | 3     | 15     | 2     | 207    |          |

## Verweise